# ナカノ薬品
ナカノ薬品株式会社（ナカノやくひん）は、栃木県を営業区域とし、主として医療用医薬品の卸売を営む会社である。岩手県のスズケン岩手、中国地方のサンキ、四国地方のアスティス、九州地方の翔薬、沖縄県のスズケン沖縄薬品とともにスズケングループの一社である。

## 沿革
- 1927年（昭和2年）7月1日：足利市に「中野薬局」を創業。
- 1959年（昭和34年）10月1日：合名会社から株式会社に組織変更。
- 1965年（昭和40年）2月：中野薬品株式会社に社名変更。
- 1970年（昭和45年）7月：宇都宮市の清水薬局と対等合併。現社名に商号変更。
- 1993年（平成5年）10月：名古屋市のスズケンと業務提携。
- 1999年（平成11年）10月：スズケンの子会社に。
- 2003年（平成15年）6月：本社機能を足利市から宇都宮市に移転。

## 事業所
- 宇都宮本社、宇都宮支店、県南支店（佐野市）、那須支店（那須塩原市）

## 主要取引メーカー
- アステラス製薬、エーザイ、MSD、大鵬薬品工業、大塚製薬、第一三共ヘルスケア、大日本住友製薬、協和発酵キリン、日本化薬、塩野義製薬、大正富山医薬品、日本ケミファ、ファイザー、Meiji Seika ファルマ 他多数